# Мясники (Колосовский район)
Мясники — деревня в Колосовском районе Омской области. В составе Чапаевского сельского поселения.

## История
Основано в 1800 г. В 1928 году состояло из 44 хозяйств, основное население — русские. Центр Мясниковского сельсовета Евгащинского района Тарского округа Сибирского края.

## Население
| 1926 | 2010 |
| ---- | ---- |
| 202  | ↘97  |